# Bermuda Open 1975
Il Bermuda Open 1975 è stato un torneo di tennis giocato sulla terra rossa. È stata la 1ª edizione del Bermuda Open che fa parte del Commercial Union Assurance Grand Prix 1975. Si è giocato a Hamilton nelle Bermuda dal 15 settembre al 21 settembre 1975.

## Campioni

### Singolare
Jimmy Connors ha battuto in finale  Vitas Gerulaitis con il punteggio di 6–1, 6–4

### Doppio
Jimmy Connors /  Ilie Năstase hanno battuto in finale  Vitas Gerulaitis /  Sandy Mayer con il punteggio di 4–6 6–3 6–3